# Paolo Toldo
Paolo Toldo (Cividale del Friuli, 15 luglio 1931 – Verona, 25 febbraio 2020) è stato un generale italiano Artiglieria da Montagna.

## Biografia
Figlio di Ida Da Pozzo e del tenente colonnello Michele Toldo, trucidato a Köselitz dai Nazisti il 17 Aprile 1945.
Fece l'accademia nella 6 compagnia allievi del settimo corso http://www.settimocorso.it/come_eravamo.htm ( http://www.settimocorso.it/images/6compagnia.jpg seconda fila dall'alto, secondo da destra)
nel 1976 fu nominato colonnello comandante dell'Arsenale di Verona.
Dopo il pensionamento fu attivo ricercatore delle sorti dei militari italiani internati durante il periodo nazista e non più tornati. Su incarico del Generale Benito Gavazza, Commissariato generale per le onoranze ai caduti in guerra  riuscì a identificare centinaia di luoghi nei quali internati militari italiani sono stati trucidati, e in alcuni casi anche a farne eseguire il trasporto in patria. Il lavoro da lui eseguito è citato in vari libri  ed in altre sorgenti (e.g. https://www.wikizero.com/it/Internati_Militari_Italiani)
Conseguì la Laurea in Strategia all'età di 70 anni.
Curatore di varie mostre storiche culturali presso il Comune di Cortina d'Ampezzo, fu consulente scientifico del Museo storico italiano della guerra e collaboratore scientifico dell'Istituto friulano per la storia del movimento di liberazione.
Il Museo storico italiano della guerra ha creato il "Fondo Paolo Toldo" con vario materiale da lui donato nel 2019.
https://www.cultura.trentino.it/layout/set/print/Fotografia-Storica/ZERSCHOSSENE-IT.-KASERNE-UNTER-DEM-WERK-CAMPOLONGO-LE-CASERME-ITALIANE-DISTRUTTE-PRESSO-IL-FORTE-CAMPOLONGO.-SIC.-FORTE-CAMPOMOLON-DONO-PAOLO-TOLDO-1998
https://www.cultura.trentino.it/Fotografia-Storica/WERK-LUZERN-.-R.-FRANKENGRABEN-FORTE-CAMPO-DI-LUSERNA.-FOSSATO-FIANCHEGGIANTE-DONO-PAOLO-TOLDO-1998

## Opere
- Gli avvenimenti militari del settembre-ottobre 1944 nelle due zone libere del Friuli, Udine, Istituto friulano per la storia del movimento di liberazione, n. 5, anno IV,  1974. - P. 70-103
- Combattimenti in Valcanale il 9 settembre 1945, Udine, Istituto friulano per la storia del movimento di liberazione, n. 6, anno V, 1975. P. 63-93.
- Alcune memorie dell'assedio di Osoppo: 1848 / Leonardo Andervolti, a cura di Arturo Toso, trascrizione di Paolo Toldo, Marisa Bernardis, Arturo Toso, Udine, Istituto per la storia del Risorgimento italiano, Comitato di Udine, 1987. - 48 p. ; 25 cm. - [BNI] 90-3568.
- Ho cercato i nostro caduti nella ex repubblica democratica tedesca, Rovereto, Museo Storico Italiano della Guerra, 1993. - P. 227-248; 24 cm. - Estr. da: Annali del Museo Storico Italiano della Guerra, n. 1-2, 1992-1993.
- Militari italiani deportati nella Germania nazista: una ricerca nel territorio dell'ex D.D.R., Udine, Istituto friulano per la storia del movimento di liberazione, 1993. - P. 161-202; 24 cm. - Estr. da: Storia contemporanea in Friuli, n. 24, anno XXIII, 1993.
- L'organizzazione del lavoro e le condizioni di vita in una fabbrica della Germania nazista dagli atti di un processo del dopoguerra, Udine, Istituto friulano per la storia del movimento di liberazione, 1996. - P. 199-230; 24 cm. - Estr. da: Storia contemporanea in Friuli, n. 27, anno XXVI, 1996.
- Tolmezzo: raduno degli artiglieri del gruppo Udine, (2010) https://www.ana.it/lalpino/tolmezzo-raduno-degli-artiglieri-del-gruppo-udine-2010-12-22/
- Artirtglieri in Carnia a 43 anni dal congedo (2010) https://ricerca.gelocal.it/messaggeroveneto/archivio/messaggeroveneto/2010/10/17/UD_18_PROF8.html